# 李安特·亨利基斯·迪·施華
莱昂纳多·亨里克斯·达·席尔瓦（Leonardo Henriques da Silva，1982年7月22日—），一般称作莱昂纳多，巴西职业足球运动员，现效力于中超球队青岛中能。
莱昂纳多出道于巴西球队瓜拉尼，2004年开始效力于日本職業足球联赛（J2）球会山形山神队，并帮助球队在2008赛季升级至J1联赛。2010年莱昂纳多回国加盟巴甲球队阿瓦伊。
2011年3月，中超球队青岛中能宣布签入莱昂纳多。